# ابر باراپوشنی
باراپوشنی (nimbostratus) لایهٔ ابر خاکستری، اغلب تیره، با ظاهری پخش‌شده است.
باراپوشنی دارای بارش کم‌وبیش مداوم برف یا باران است که در بیشتر موارد به زمین می‌رسد؛ سرتاسر این ابر چنان ضخیم است که خورشید را می‌پوشاند؛ در بسیاری مواقع ابرهای پاره‌پاره‌ای در زیر این لایه وجود دارد.
ابری که از ابر باراپوشنی زاده شده باشد باراپوشنی‌زاد	nimbostratogenitus و ابری که از تحول درونی ابر باراپوشنی به وجود آید باراپوشنی‌گشت nimbostratomutatus نامیده می‌شود.